# リッジレーサー3D
『リッジレーサー3D』（Ridge Racer 3D）は、バンダイナムコゲームス（ナムコブランド・後のバンダイナムコエンターテインメント）より発売されたニンテンドー3DS専用のレースゲームである。日本国内において、『リッジレーサーズ』シリーズを含めるとコンシューマーゲームの『リッジレーサー』シリーズの第10弾にあたる。
日本国内では2011年2月26日に、ニンテンドー3DSのローンチタイトルのひとつとして発売された。3DSの3D立体視に標準対応している。また新コース「Silver Mountain Skyway」、「Redstone Thunder Road」、「Oceanfront Cruiseway」がある。アメリカでは同年3月22日、ヨーロッパでは同年3月25日に発表された。

## ゲームモード
シングルプレイ
1人用モード。
グランプリ
複数のレースで構成されたレースイベントを進めるモード。
クイックツアー
プレイ時間やコースのタイプを選択して自動作成されたツアーで気軽にプレイできるモード。
スタンダードレース
好みのコースやマシンを選んで、8台のマシンで1回のみのレースを行うモード。
ワンメイクレース
好みのコースやマシンを選んで、プレイヤーと同じマシン8台で1回のレースを行うモード。
タイムアタック
好みのコースやマシンを選んで、3周の最速タイムを目指すモード。
このモードで最後に保存したゴースト（記録）が、すれちがいデュエルモードで通信相手に送信される「すれ違いゴースト」になる。
すれちがいデュエル
すれちがい通信で入手したデュエルデータ「すれ違いゴースト」を選び、1vs1で対戦するモード。

マルチプレイ
ローカル通信機能を使って、近くの3DSとレースをするモード。最大4人まで。
レコード
各コースのレコードやベストラップを確認。
ガレージ
マシンを購入、獲得したマシンを閲覧したり、ニトロなどマシンの性能を向上させるパーツの購入や取り付けができる。マシンのデザインも変更できる。
AVプレイヤー
BGMを聞きながら、保存したリプレイを見ることが可能。但し車両の走行音等は再生されない。
オプション
各種設定。ゴーストやレコード等、プレイデータの削除も可能。

## コース
- Silver Mountain Skyway （シルバーマウンテン スカイウェイ）
- Downtown Rave City（ダウンタウン レイブシティ）
- Rave City Riverfront（レイブシティ リバーフロント）
- Surfside Resort（サーフサイド リゾート）
- Seacrest District（シークレスト ディストリクト）
- Redstone Thunder Road （レッドストーン サンダーロード）
- Oceanfront Cruise Way （オーシャンフロント クルーズウェイ）
- Mythical Coast（ミシカル コースト）
- Union Hill District（ユニオンヒル ディストリクト）
- Seaside Route 765（シーサイド・ルート765）
- Midtown Parkway（ミッドタウン パークウェイ）
- Mist Falls（ミスト フォールズ）
- Shadow Caves（シャドウ ケイブズ）
- EX Revolution Road （イーエックスレボリューションロード）
- Sunset Drive（サンセット ドライブ）

## メーカー&マシン
今作では12台のノーマルカーと6台のスペシャルカーで18台のマシンが登場する。加えてノーマルカーは、TYPE-S/R/Z/EXの4種類、カテゴリー上位下位の2つ、8種のニトロ と多岐に渡る性能差が存在する。またそれぞれのマシンは3つのデザインと、96種のカラーリングを自由に変更することが出来る。尚、パックマンのスピードメーターは、セビ語のセビ進数を使ってるため、判読する必要がある。
以下はマシンとそのメーカーやスペック等の一覧表である。
| マシン                               | メーカー                           | ドリフトタイプ | カテゴリー | カテゴリー | カテゴリー | カテゴリー |
| マシン                               | メーカー                           | ドリフトタイプ | 4          | 3          | 2          | 1          |
| ------------------------------------ | ---------------------------------- | -------------- | ---------- | ---------- | ---------- | ---------- |
| FIERA（フィエラ）                    | KAMATA（カマタ）                   | スタンダード   | Z          | EX         | Z          | EX         |
| WISDOM（ウィスダム）                 | LUCKY & WILD（ラッキー&ワイルド）  | スタンダード   | Z          | EX         | Z          | EX         |
| PROPHETIE（プロフェシー）            | Age Motors（アージュ・モーターズ） | マイルド       |            | Z          | EX         | Z EX       |
| WILD GANG（ワイルドギャング）        | TERRAZI（テラジ）                  | マイルド       | Z          | EX         | Z          | EX         |
| STARNOSE（スターノーズ）             | TERRAZI（テラジ）                  | マイルド       | Z          | EX         | Z          | EX         |
| ERUPTION（イラプション）             | LUCKY & WILD（ラッキー&ワイルド）  | ダイナミック   | Z          | EX         | Z          | EX         |
| HI-NIGHT（ハイナイト）               | DANVER（ダンヴァー）               | ダイナミック   | Z          | EX         | Z          | EX         |
| RC410（アールシーヨンイチマル）      | KAMATA（カマタ）                   | スタンダード   |            | Z          | EX         | Z EX       |
| FATALITA（ファタリタ）               | ASSOLUTO（アッソルート）           | スタンダード   |            | Z          | EX         | Z EX       |
| EO（イーオー）                       | HIMMEL（ヒンメル）                 | マイルド       |            | Z          | EX         | Z EX       |
| HJ6000（エイチジェイロクセン）       | DANVER（ダンヴァー）               | ダイナミック   |            | Z          | EX         | Z EX       |
| EVOLVER（イヴォルヴァー）            | LUCKY & WILD（ラッキー&ワイルド）  | ダイナミック   |            | Z          | EX         | Z EX       |
| PAC-MAN（パックマン）                | NAMCO（ナムコ）                    | スペシャル     |            |            |            | SP         |
| New RALLY-X（ニューラリーエックス）  | NAMCO（ナムコ）                    | スペシャル     |            |            |            | SP         |
| ANGL CONCEPT（エンジェルコンセプト） | KAMATA（カマタ）                   | スペシャル     |            |            |            | SP         |
| CRINALE（クリナーレ）                | SOLDAT（ソルダ）                   | スペシャル     |            |            |            | SP         |
| PETIT500（プティゴヒャク）           | age solo（アージュ・ソロ）         | スペシャル     |            |            |            | SP         |
| MADBULL（マッドブル）                | LUCKY & WILD（ラッキー&ワイルド）  | スペシャル     |            |            |            | SP         |

※カテゴリー：Z＝TYPE-S/R/Z、EX=TYPE-EX、SP=Special